# 山東博物館
山東博物館（さんとうはくぶつかん、旧名称山東省博物館）とは中華人民共和国山東省済南市にある国立博物館であり、1954年設立。2010年11月16日に済南市経十路11899号にある新館がオープン。

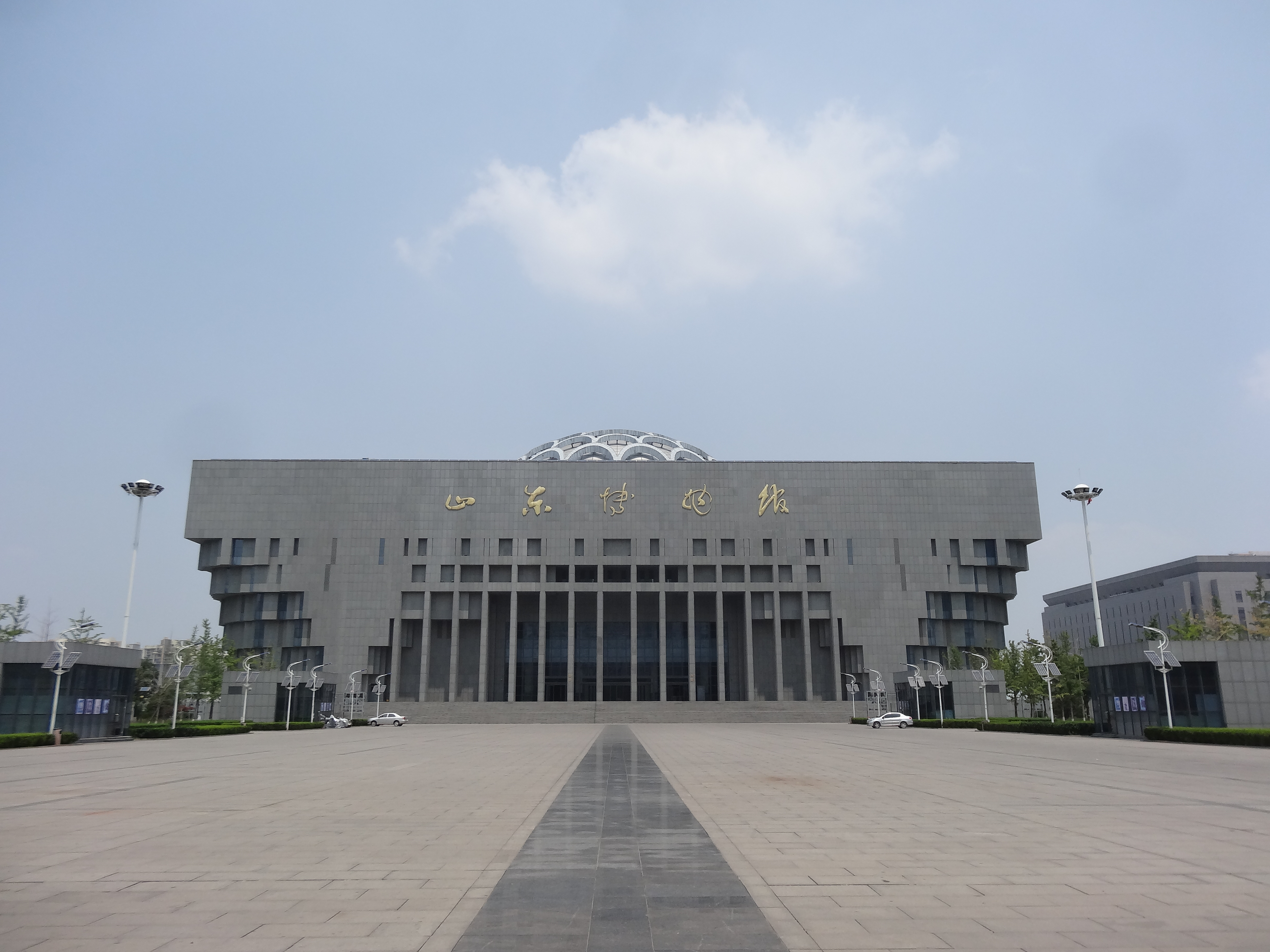

山東省を代表する博物館として政府事業単位（公的組織）となり、国際文化交流の場でもある。